# 한국예술전문학교
한국예술전문학교(韓國藝術專門學校)는 대한민국의 직업전문학교로, 경기도 군포시에 위치한다.

## 연혁
- 1993년 설립

## 교육편제
다음은 2019년 기준 한국예술전문학교의 교육 과정 일람이다.
- 호텔외식조리학부
  - 호텔조리 전공
  - 호텔제과제빵 전공
- 관광식음료학부
  - 커피바리스타 전공
  - 와인소믈레이 전공